# Rok 1612
Rok 1612 (ros. 1612: Хроники смутного времени, transkr. 1612: Chroniki smutnogo wriemieni, dosł. 1612: Kroniki wielkiej smuty) – rosyjski film historyczno-przygodowy z elementami fantasy w reżyserii Władimira Chotinienki z gościnnym udziałem Michała Żebrowskiego. Producentem filmu jest Nikita Michałkow.
Film jest superprodukcją, zrealizowaną na zamówienie i ze wsparciem finansowym władz Federacji Rosyjskiej. Premiera odbyła się 1 listopada 2007 dla uczczenia obchodów Dnia Jedności Narodowej i na krótko przed wyborami prezydenckimi.

## Treść
Film opowiada o wyparciu wojsk polskich przez powstańców rosyjskich i kapitulacji polskiej załogi Kremla, ale fabuła jest bardzo luźną wariacją na temat prawdziwych wydarzeń wojny polsko-rosyjskiej w latach 1609–1618.
Michał Żebrowski specjalnie na potrzeby tej produkcji zmienił swój wizerunek – ogolił głowę i zapuścił brodę, by zagrać postać Polaka zakochanego w głównej bohaterce, hetmana Kibowskiego zwanego Obwisłowąsym, który jest karykaturą hetmana litewskiego Jana Karola Chodkiewicza i hetmana koronnego Stanisława Żółkiewskiego. W filmie epizodyczną rolę puszkarza zagrał również Jan Janga-Tomaszewski.

## Kontrowersje
Jak twierdzi rosyjska krytyczka filmowa „Wriemia Nowostiej” Alona Sołncewa, fabuła filmu ma niewielki związek z faktami i postaciami historycznymi: „O Wielkiej Smucie dowiadujemy się niewiele. Chyba tylko to, że w tamtych latach po Rusi chodziły jednorożce, polscy husarze mieli na plecach skrzydła, puszkarzami byli cudzoziemcy, a rosyjskim carem mógł zostać każdy awanturnik z fałszywym życiorysem, byle tylko był wystarczająco bezczelny. Zaprezentowano nam politycznie poprawną bajkę dla dzieci i młodzieży, nie mającą nic wspólnego z historycznym filmem.”.

## Produkcja
Zdjęcia kręcono na Białorusi (Smolewicze w obwodzie mińskim).